# Faverolles (Orne)
Faverolles é uma comuna francesa na região administrativa da Normandia, no departamento de Orne. Estende-se por uma área de 10,57 km². Em 2010 a comuna tinha 149 habitantes (densidade: 14,1 hab./km²).